# Ригинс
Ригинс (на английски: Riggins) е град в окръг Айдахо, щата Айдахо, САЩ. Ригинс е с население от 410 жители (2000) и обща площ от 0,8 km². Намира се на 555 m надморска височина. ЗИП кодът му е 83549, а телефонният му код е 208.